# Sugoniscus parasitus
Sugoniscus parasitus là một loài chân đều trong họ Janiroidea incertae sedis. Loài này được Menzies & George miêu tả khoa học năm 1972.